# 胃炎
胃炎（gastritis）是多种不同病因引起的胃黏膜急性和慢性炎症的总称，并伴有上皮损伤、黏膜炎症反应和上皮再生。
胃炎病因与化学、物理、微生物感染或细菌毒素、精神神经功能障碍、应急状态等多因素相关，而幽门螺杆菌感染被认为是慢性胃炎的主要病因。

## 临床症状
胃炎的临床症状有可能短促而劇烈，也可能是長期持續的過程，但有些患者是沒有症狀的。主要临床表现为上腹部不適、上腹痛、腹胀、消化不良、恶心、呕吐、反酸、嗳气、食慾不振、胃灼热（pyrosis）或烧心（heartburn）、呕血、腹瀉、黑便等。

## 病因与诊断
常見的胃炎成因包含：幽門螺旋桿菌感染和使用非類固醇消炎止痛藥（NSAIDs）；相對少見的胃炎成因則包含：喝酒、吸菸、吸食古柯鹼、自體免疫疾病、放射治療、克隆氏症及其他嚴重疾病。內視鏡檢查、上消化道的X光檢查、血液檢查和糞便檢查，皆有助於診斷病況。有時胃炎僅是疾病表徵，如心肌梗塞、胰腺炎、膽囊疾病和消化性潰瘍，均可能引發胃炎。

## 併發症
胃炎的併發症可能有出血、胃潰瘍、胃癌等。若患者因體內有胃幽門螺旋桿菌之抗體所引發的自體免疫疾病，進而造成缺乏維生素B12導致紅血球低下，這種症狀稱為惡性貧血。

## 预防与治疗
避免接觸引發胃炎的事物是預防的最好做法。能夠使用的藥物治療包括抗胃酸藥物、抗H2藥物、氫離子阻斷劑。在急性發作的時候，糊狀利多卡因可能會有所幫助。胃炎也可能是因為使用非類固醇消炎止痛藥所引起的。如果檢測發現幽門螺旋桿菌的話，建議合併使用阿莫西林和克拉黴素。如果合併發生惡性貧血，口服或注射補充維他命B12會有所幫助。停止食用對胃部造成壓力的食物會有所幫助。

## 流行病學
全球有半數的人都有胃炎的困擾。症狀發生的頻率隨著年齡的增加變得更為頻繁。胃炎常常併發十二指腸炎，在2013年造成六萬人死亡。幽門螺旋桿菌在1981年，首次由巴里·馬歇爾和羅賓·沃倫醫師發現。

## 分类分型
按临床发病缓急，一般可分为急性胃炎与慢性胃炎。2002年日本胃炎研究会则从基本分型、诊断标准、内镜分级几方面，将胃炎进行了分类，基本分型包括：浅表性胃炎、出血性胃炎、糜烂性胃炎、疣状胃炎、萎缩性胃炎、肠化生性胃炎、增生性胃炎及特殊性胃炎8类。依病因可将胃炎分为：感染性胃炎、药物性胃炎、自身免疫性胃炎、应激性胃炎。

### 急性胃炎
急性胃炎常见两种类型：急性浅表性胃炎（急性单纯性胃炎）和急性糜烂性胃炎（急性出血性胃炎）。
急性胃炎发病急骤，多因食物中毒、化学品、药物刺激或严重感染所引起，轻者仅有食欲不振、腹痛、恶心、呕吐；严重者可出现呕血、黑便、脱水、电解质及酸碱平衡紊乱，有细菌感染者常伴有全身中毒症状。急性胃炎除小部分病人转变为慢性胃炎外，大多在短期内痊愈。

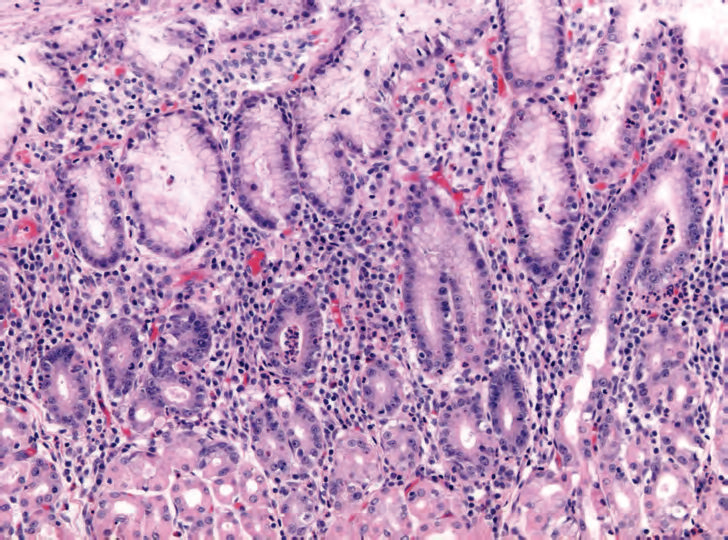
早期急性浅表性胃炎：于颈黏液区及固有层具显著中性粒细胞浸润，且有一胃小凹微脓疡。此病例由幽门螺杆菌造成。苏木精-伊红染色20倍。

### 慢性胃炎
慢性胃炎可分为浅表性、萎缩性、肥厚性和疣状胃炎四种，以浅表性较多见，目前建议将慢性浅表性胃炎更名为慢性非萎缩性胃炎。
慢性胃炎缺乏特异性症状，症状的轻重与胃黏膜的病变程度并非一致。大多数患者常无明显症状或有不同程度的消化不良症状，如上腹隐痛、食欲减退、餐后饱胀、反酸等。肥厚性有时胃炎与消化性溃疡很相似。
萎缩性胃炎患者大多伴有胃酸过少或缺乏，有转变为胃癌的可能性，病变局限于胃窦部，称胃窦炎，伴有粘膜肠腺化生与间变者，可能发展为胃癌。可有贫血、消瘦、舌炎、腹泻等症状，个别伴有黏膜糜烂的患者上腹痛较明显，并可有出血。